# Zerwirkgewölbe
Das Zerwirkgewölbe in München-Altstadt (Graggenauer Viertel) ist das zweitälteste Bauwerk der Stadt und stammt vom Ende des 13. Jahrhunderts.

## Geschichte
Laut dem Fresko an der Südseite des Hauses wurde es im Jahr 1264 zur Regierungszeit Ludwigs des Strengen erbaut. In der Anfangszeit hieß es Herzog Ludwigs Haus. Um 1600 diente das Gebäude als herzogliches Falkenhaus. Bis 1708 war es dann kurfürstliches Brauhaus. Von 1733 bis 1808 gehörte es zur Brauerei Hofbräu. Später befand sich darin eine Metzgerei für Wildbret, woher der Name des Gebäudes abgeleitet ist.
Das Bauwerk in der Ledererstraße 3 ist als Baudenkmal in die Bayerische Denkmalliste eingetragen. Es besteht im Wesentlichen aus zwei Gewölbehallen übereinander. Nach 1726 wurde es mehrmals umgebaut.
Bis Ende 2019 befanden sich darin gastronomische Einrichtungen, seitdem steht das Gebäude leer. 2024 erklärte der Freistaat Bayern als Eigentümer auf eine Anfrage aus dem Landtag, dass das Haus nicht für staatliche Zwecke benötigt und ein Verkauf vorbereitet würde. Die Stadtverwaltung protestierte gegen die Verkaufspläne und sprach sich dafür aus, es in öffentlichem Eigentum zu behalten und für kulturelle Zwecke und Wohnen zu nutzen.
Das Gebäude ist außen mit zwei Fresken bemalt.

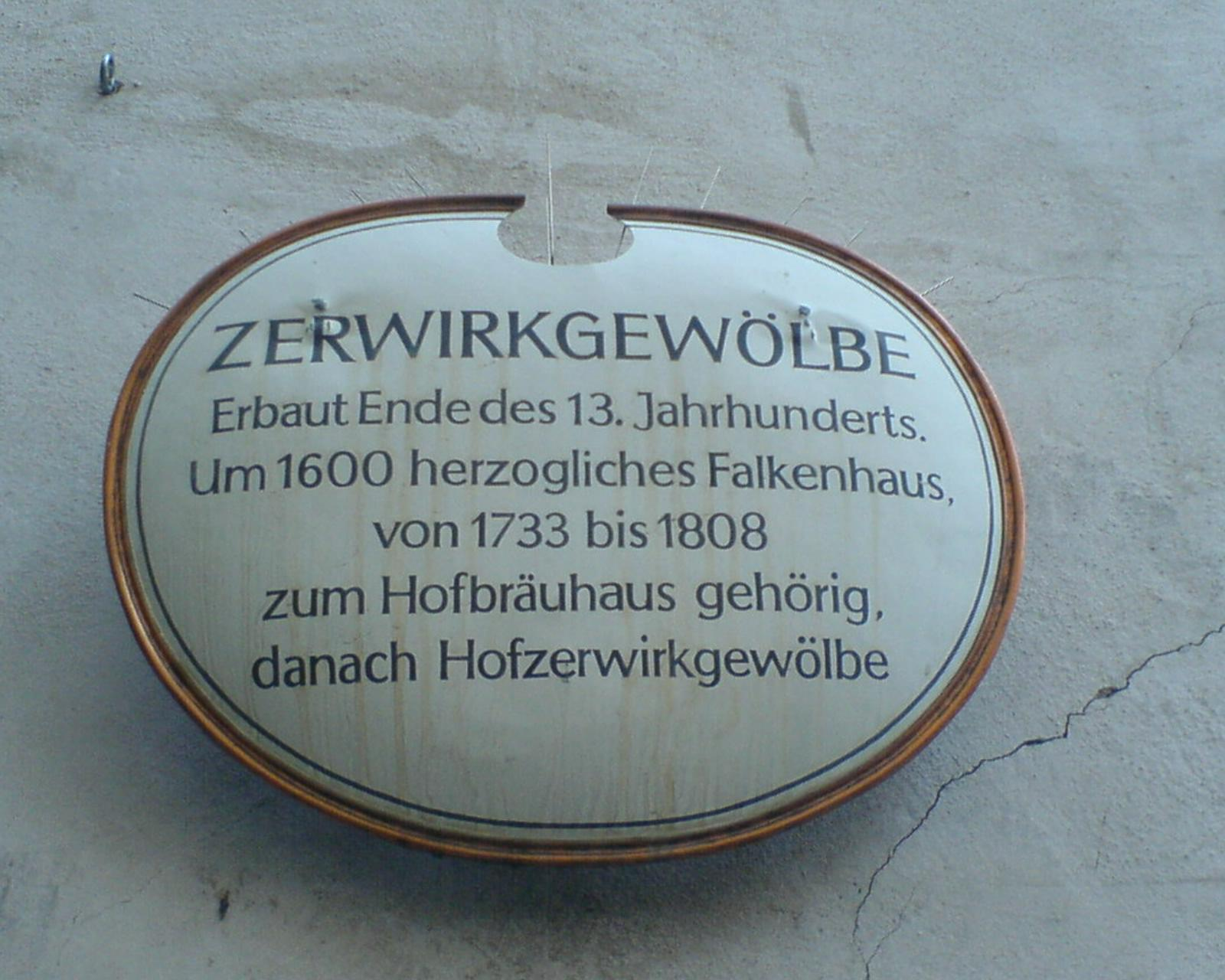
Schild
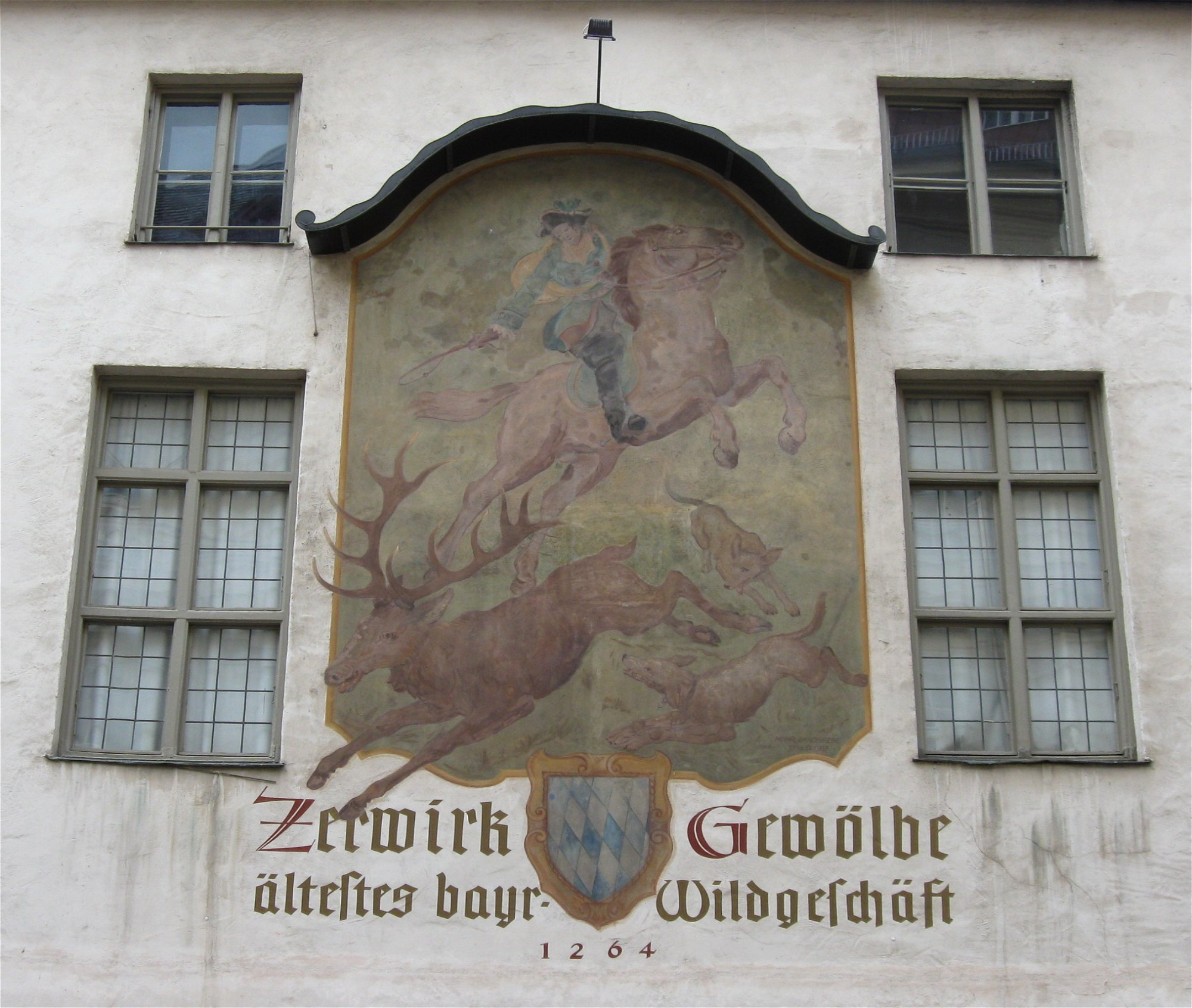
Fresko an der Sparkassenstraße
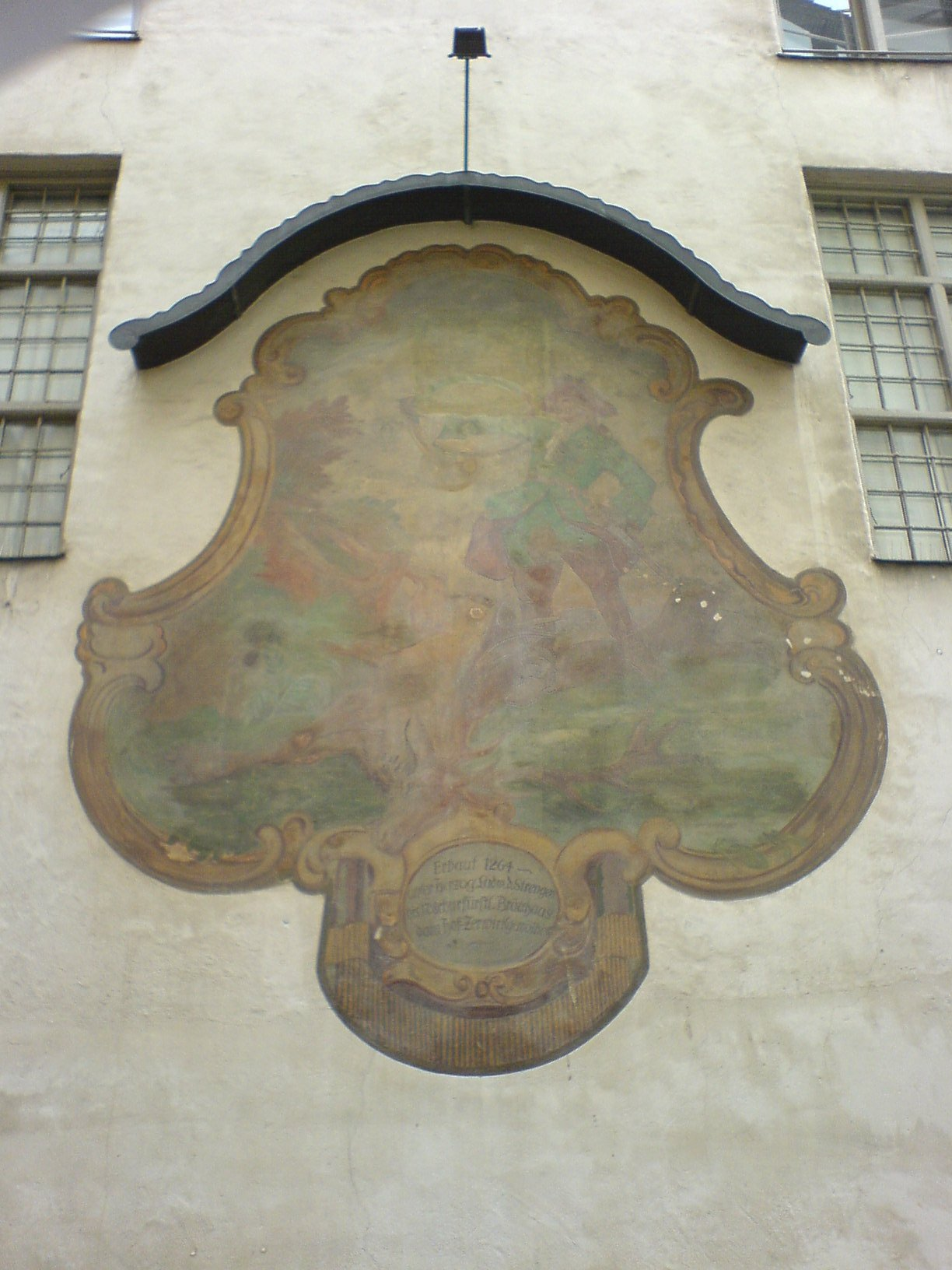
Fresko an der Ledererstraße (Jäger mit Wild)
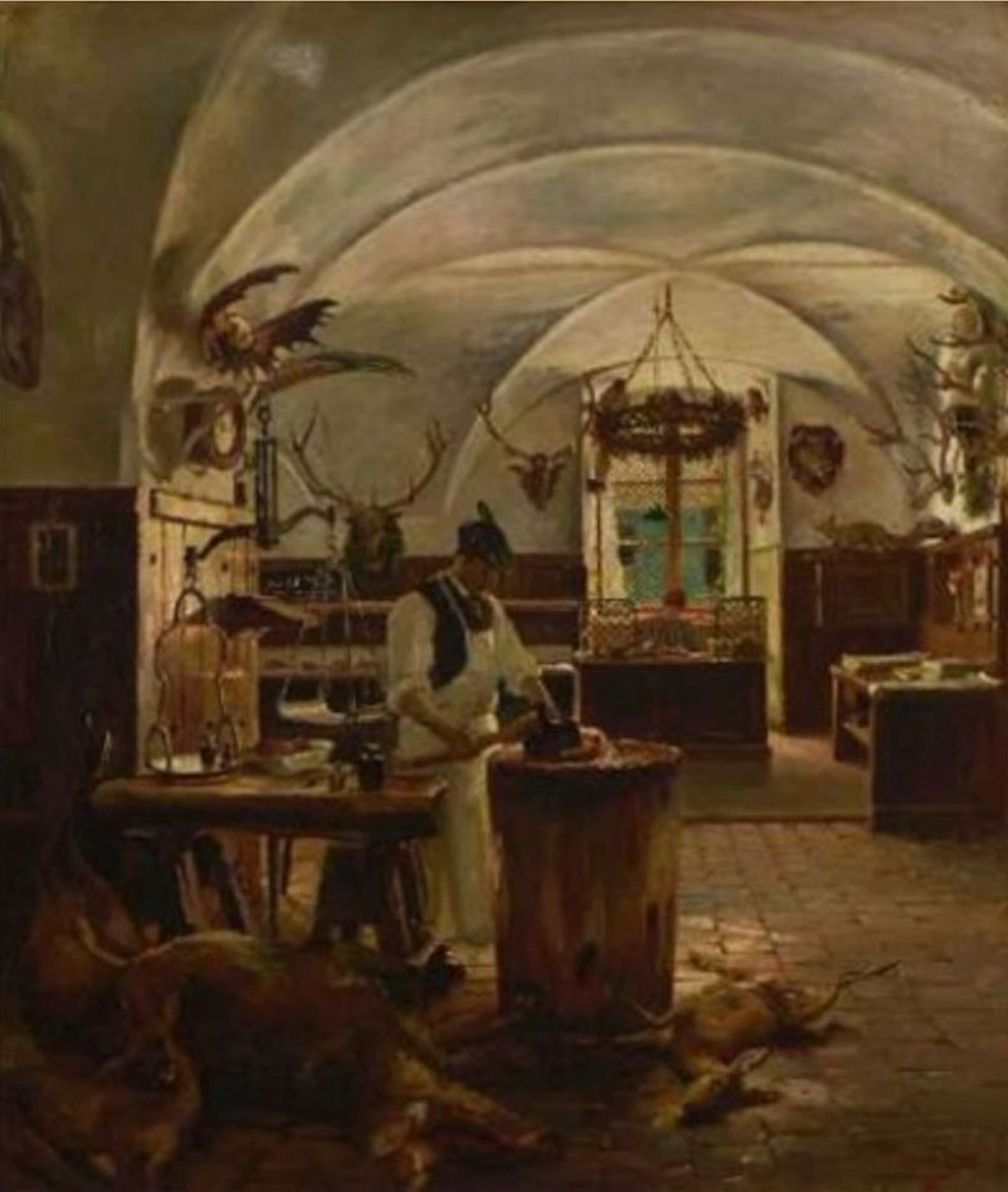
Gemälde Im Zerwirkgewölbe von Carl Kricheldorf (ohne Jahresangabe)